# Мичель Юнис, Кристьян
Кристьян Мичель Юнис (исп. Christian Michel Yunis; род. 6 июня 1968) — чилийский шахматист, международный мастер (1989).
Двукратный чемпион Чили (1993 и 1998).
В составе сборных Чили и Государства Палестина участник 6-и Олимпиад (1992—1994, 2000—2002; за Государство Палестина — 2008 и 2014).

## Изменения рейтинга
| Графики недоступны из-за технических проблем. См. информацию на Фабрикаторе и на mediawiki.org. |